# 1910 في إسبانيا
فيما يلي قوائم الأحداث التي وقعت خلال عام 1910 في إسبانيا.

## أحداث
- 8 مايو – الانتخابات الإسبانية العامة 1910

## سياسة

### تعيين في المنصب
- 9 فبراير – ألفارو دي فيجويرا وتورس minister of Public Instruction and Fine Arts ‏،President of the Congress of Deputies [الإنجليزية]‏.
- 9 فبراير – خوسيه كناليخاس President of the Council of Ministers ‏.
- 10 يونيو – بابلو إيغليسياس member of the Congress of Deputies  [لغات أخرى]‏.

### انتهاء فترة المنصب
- 1 يناير – بابلو إيغليسياس councilor of the Madrid City Council  [لغات أخرى]‏.
- 1 يناير – سيجسموندو موريت member of the Congress of Deputies  [لغات أخرى]‏،ministro de Gobernación  [لغات أخرى]‏،President of the Council of Ministers ‏.
- 9 يونيو – ألفارو دي فيجويرا وتورس minister of Public Instruction and Fine Arts ‏.

## رياضة
- 1 يناير – كأس برانس

## مواليد

### مايو
- 21 مايو – أنطونيو باريوس لاعب كرة قدم.
- 31 مايو – لويس روسالس كاتب إسباني.

### يونيو
- 13 يونيو – غونثالو تورينتي باييستير

### أغسطس
- 28 أغسطس – رامون زابالو لاعب كرة قدم إسباني.

### أكتوبر
- 3 أكتوبر – خايمي غارثيا كروث فارس إسباني.
- 30 أكتوبر – ميجيل إيرنانديث

### ديسمبر
- 23 ديسمبر – الأميرة ماريا مرسيديس دي الصقليتين
- 31 ديسمبر – إنريكي ماير لاعب كرة مضرب إسباني.

## وفيات

### مايو
- 16 مايو – بيرى بوريل ديل كاسو (مواليد 1835) فنان إسباني.